# Accident ferroviaire de Wenzhou
L’accident ferroviaire à Wenzhou est survenu le samedi 23 juillet 2011 lorsque deux trains à grande vitesse se sont percutés et ont déraillé à Shuangyu (près de Wenzhou), Zhejiang, en République populaire de Chine, sur la ligne Ningbo – Taizhou – Wenzhou. 
Le bilan au 26 juillet est de quarante morts dont deux citoyens américains et un italien. Celui du 25 juillet indiquait 36 personnes décédées et 192 hospitalisées, dont 12 gravement blessées.

## Contexte
Le gouvernement chinois a investi un important budget concernant ses réseaux ferroviaires durant ces dernières années, dont 700 milliards de yuans (77 milliards d'euros) en 2010 pour les réseaux à grande vitesse. Le réseau en plein essor doit passer de 8 358 km fin 2010 à plus de 13 000 km en 2012 et à 16 000 km en 2020,,.

## L'accident
Le 23 juillet 2011, à 20h34 heure chinoise, le train D3115 (CRH1-046B) transportant 1 072 personnes et assurant la liaison de Hangzhou à Fuzhou s'est arrêté sur un viaduc près de la rivière Ou. Peu de temps après, le train D301 (CRH2-139E) transportant 558 personnes et assurant la liaison de Pékin à Fuzhou, [15], est entré en collision par l'arrière avec le train D3115 alors à l'arrêt,.
La cause de l'accident a été initialement attribuée à un orage survenu 32 km au sud et 97 km à l'ouest du viaduc. La foudre aurait frappé le premier train, entraînant une panne d'alimentation et son arrêt en pleine voie. Cependant, cinq jours après l'accident, l'Institut national de recherche et conception en signalisation ferroviaire de Pékin, un institut de recherche en technologie ferroviaire, a revendiqué la responsabilité de l'accident, affirmant dans un rapport qu'un feu de signalisation n'était pas passé au rouge, ce qui explique pourquoi le second train ne s'est pas arrêté.
Une description plus détaillée de l'accident, corrigeant le rapport initial, a été publiée dans le rapport d'enquête officiel de décembre 2011. Le premier train D3115 n'a pas été stoppé à cause d'une panne d'alimentation provoquée par la foudre, mais a été arrêté par le système de contrôle de train (TCS : Train Control System). La foudre a frappé un dispositif de signalisation sur voie LKD2-T1, grillant ses fusibles. La mauvaise conception de ce dispositif a alors conduit au passage au vert d'un signal qui aurait dû rester fermé,, ce qui a laissé croire au personnel du centre de contrôle que la section de voie - où le train D3115 s'était arrêté - était libre. Le conducteur du train D3115, He Li, a alors tenté de redémarrer le train forcé à l'arrêt par le TCS, et après plus de sept minutes d'attente, à 20h29, le train put repartir. Le train D3115 est alors entré dans la section suivante de la voie, où les balises de voie indiquant la présence du train fonctionnaient correctement. Le centre de contrôle a alors pu constater que la section de la voie était occupée. Mais le conducteur, Pan Yiheng, du train D301 qui arrivait en amont du train D3115 avait déjà reçu pour instruction d'entrer dans la section de voie où le train D3115 avait été arrêté, alors que le centre de contrôle pensait que la voie était libre du fait de la fausse indication remontée par le dispositif défaillant. Malgré un message du centre de contrôle demandant au train D301 de progresser avec prudence, moins de 30 secondes plus tard le train D301 heurtait à 99 km/h le train D3115.
Les voitures arrière 15 et 16 du train D3115 et les quatre voitures avant de train D301 ont déraillé - quatre voitures sont tombées du viaduc. Trois voitures se sont immobilisées à l'horizontale sur le sol en contrebas tandis que la quatrième s'est immobilisée à la verticale, une extrémité sur le sol et l'autre appuyée contre le viaduc,.
Les équipes médicales ayant répondu à l'accident étaient composées de membres du personnel des hôpitaux N°1 et 2 de Zhejiang, de l'hôpital de la province du Zhejiang et de l'hôpital populaire de Taizhou. Le soir de l'événement, 500 habitants de Wenzhou ont donné leur sang en réponse à l'appel lancé à la radio par la banque de sang locale.
Un survivant, Liu Hongtaohe, a raconté que « le train a soudainement été violemment secoué, les bagages s'éparpillant tout autour. Les passagers criaient au secours mais aucun membre du personnel n'a répondu », rapporta une interview à la télévision centrale de Chine. Le ministère des Chemins de fer a déclaré le 25 juillet que la catastrophe avait fait 39 morts et 192 blessés. Xiang Weiyi, âgée de deux ans, a été la dernière secourue par des volontaires, 21 heures après l'accident et après l'arrêt des recherches. Ses parents ont été tués dans l'accident.
Peu de temps après l'accident les voitures endommagées ont été détruites et enterrées à proximité par des pelleteuses. Sur Internet, et notamment via le réseau social Weibo, de nombreux Chinois font part de leurs doutes quant aux versions officielles mises en avant par les autorités et par les lacunes des autorités (arrêt des recherches 6 heures après l’accident, enterrement des voitures, manque de formation des conducteurs, mauvaise gestion du réseau, etc.).
L'ambassade américaine à Pékin a déclaré le 25 juillet que deux citoyens américains étaient parmi les victimes. Le consulat italien de Shanghai a quant à lui déclaré qu'un citoyen italien était parmi les victimes : Assunta Liguori, 22 ans, étudiant à l'Université de Naples - L'Orientale. Liguori voyageait avec Giovanni Pan, 23 ans, de nationalité chinoise, également étudiant à L'Orientale.
Cet accident « confirme certains doutes qui s’étaient exprimés publiquement sur la rapidité de la construction du réseau de TGV », a déclaré à l’AFP Alistair Thornton, analyste spécialisé sur la Chine chez IHS Global Insight.